# アロス・カルド
アロス・カルド（Arroz caldo、Aroskaldoとも綴られる）は、フィリピン料理のひとつで、鶏肉と米の粥である。大量のショウガ、焙ったニンニク、スキャリオン（ネギ類の若い葉の部分）、固茹での卵、黒胡椒が添えられ、調味料にはカラマンシーや魚醤が共に用いられる。大抵のレシピではベニバナが使用されており、料理が特徴的な黄色になる。アロス・カルドはビサヤ地方ではポスパ (pospas）として知られているが、ポスパの材料は若干異なっている。
アロス・カルドはルガウの一種である。フィリピン文化のコンフォート・フードとされており、人気の朝食メニューである。

## 語源
名称はスペイン語の arroz （米）と caldo （ブイヨン）に由来している。もともとは全ての種類の米粥（タガログ語：ルガウ）を指していたが、その後、鶏肉を使用し、生姜を大量に使った特定の種類の「ルガウ」を示すようになった。
アロス・カルドはスペイン語の料理名だが、その起源は華僑によって持ち込まれた中華粥に由来している。何世紀にもわたって、フィリピンの食材を使用して地元の好みに合うように変化してきた。

## 詳細

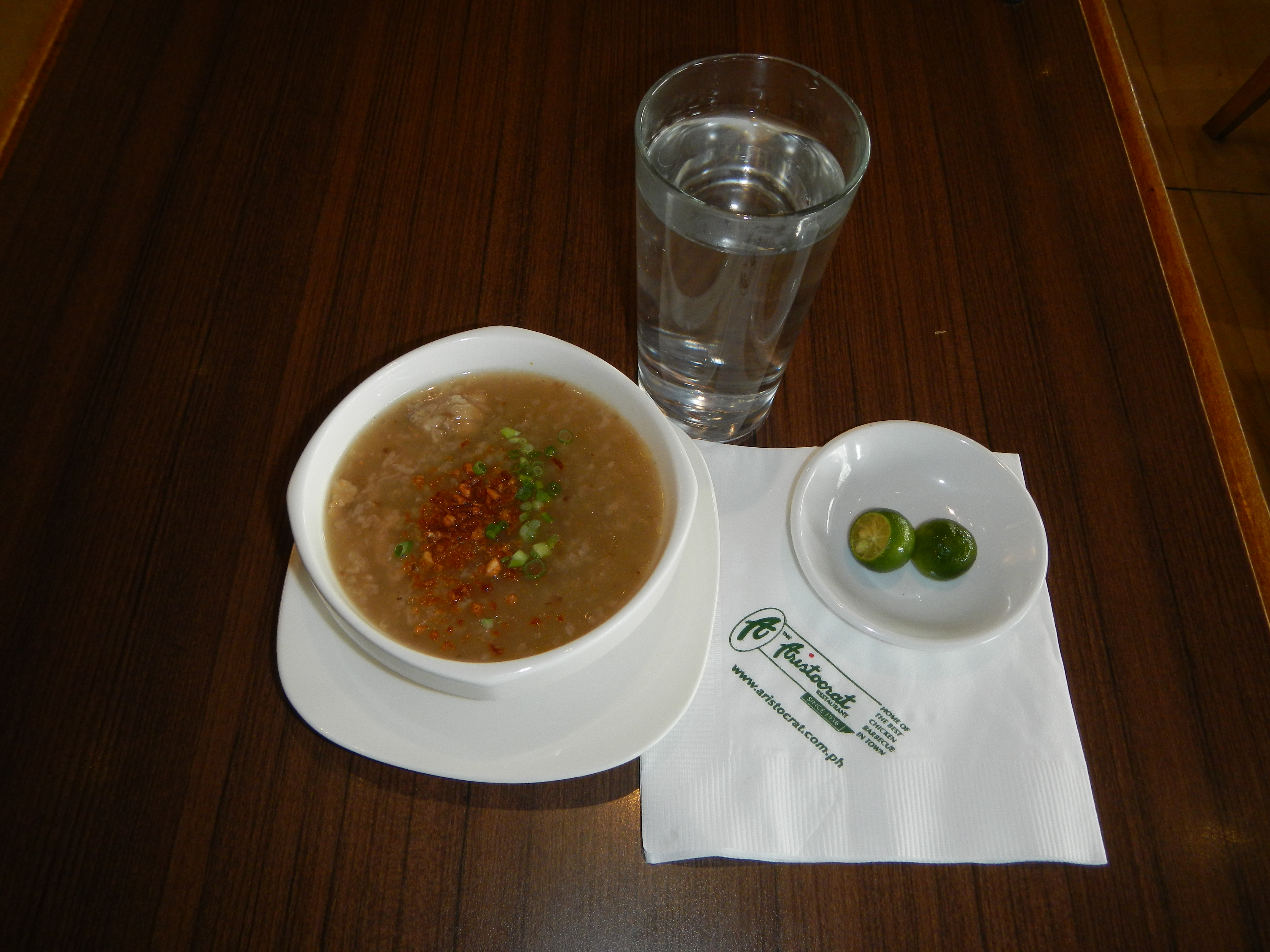
『アロス・カルド』は一般的にカラマンシーと共に供される

アロス・カルドには通常もち米（malagkit）を使用するが、うるち米を大量の水で煮ても作ることができる。通常、鶏肉を最初に大量のショウガとともにブイヨンの中で煮る。一度鶏肉を鍋から取り出し、身をほぐしてから米とともに再び鍋に戻す。米は鍋に焦げ付かないように混ぜ続ける必要がある。特徴的な黄色は kasubha（ベニバナ）の添加によるものである。高価なバージョンではベニバナではなく、風味をさらに高めるためにサフランを使用することがある。どちらも使えない場合にターメリックを使うこともある。
アロス・カルドはそれぞれ1つの固茹で卵とともにここのボウルに取り分けられる。トーストしたニンニク、刻んだスキャリオン、黒胡椒が添えられる。食感と風味を強化するために砕いたチチャロン（カリカリに揚げた豚バラ肉）を加えることもある。アロス・カルドは非常に香りが強いが、通常は味付けが非常に淡白なので、さまざまな調味料でさらに味付けをする必要がある。もっとも一般的な調味料はカラマンシーと魚醤（patis）である。カラマンシーの代わりにライムが使われることもある。
アロス・カルドはフィリピン料理においてコンフォート・フードと見なされている。通常、朝食、寒い時期、雨天時や、病気や寝たきりの人に食べられている。冷えると固まるので温かくか、熱くして食べられる。再加熱時には少量の水を加える必要がある。
フィリピン航空のアロス・カルドはコラソン・アキノ大統領のお気に入りとして知られている。

## 変種

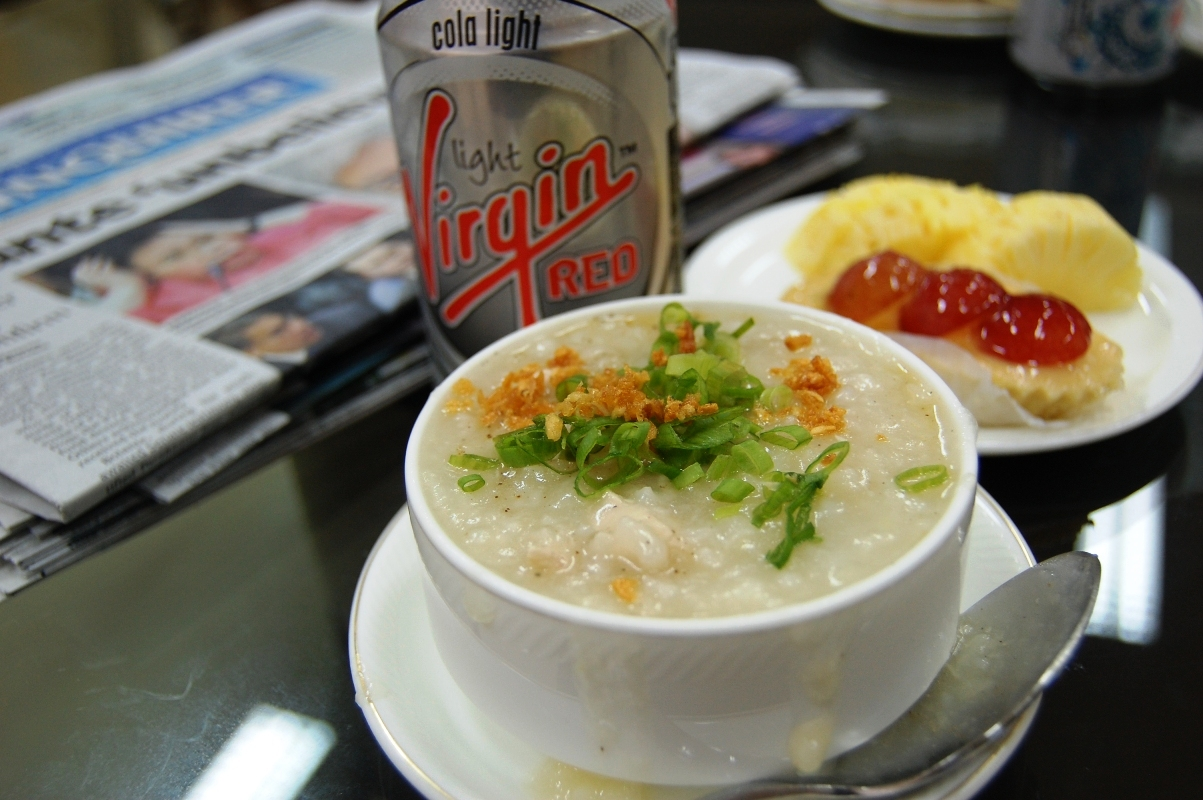
ベニバナを使用しないセブのビサヤ・チキン・ポスパ

ビサヤ地方では、塩味のルガウは「ポスパ」（pospas）として知られている。チキン・ポスパはアロス・カルドの直接の同等物と見なされている。しかしながら、アロス・カルドとは異なり、ポスパでは伝統的にベニバナは使われない。
アロス・カルドの珍しい変種としてはカエルの脚を用いたアロス・カルドン・パラカ（arroz caldong palaka、palaka はタガログ語で「カエル」）がある。非伝統的な変種としては、肉お代わりにキノコや豆腐を使用する、ヴィーガン版がある 。
ゴトーもアロス・カルドと密接な関係があるが、大量のショウガを使用しないことから別種のルガウと見なされている。アロス・カルドと同じように調理されるが、非常に柔らかくなるまで何時間も茹でた牛のトライプを使用する。タガログ語の goto（トライプ）からアロス・カルド・コン・ゴトー（arroz caldo con goto）ないしアロス・コン・ゴトー(arroz con goto）としても知られている。